# Glomèrul renal
El glomèrul renal és un cabdell capil·lar que rep el seu subministrament de sang d'una arteriola aferent de la circulació renal. Forma part del corpuscle del nefró.
La pressió arterial glomerular proporciona la força per transportar l'aigua i els soluts que es filtren de la sang i són conduïts a l'espai de la càpsula de Bowman. La resta de la sang (només aproximadament 1/5 de tot el plasma que passa pel ronyó es filtra a través de la paret glomerular a la càpsula de Bowman) passa a l'arteriola eferent, més estreta. A continuació, es mou cap als vasos rectes, que estan recollint capil·lars entrellaçats amb els túbuls contorts per l'espai intersticial, en el qual les substàncies reabsorbides també entraran. Això es combina amb les vènules eferents d'altres nefrones cap a la vena renal, i s'uneix al torrent sanguini principal.

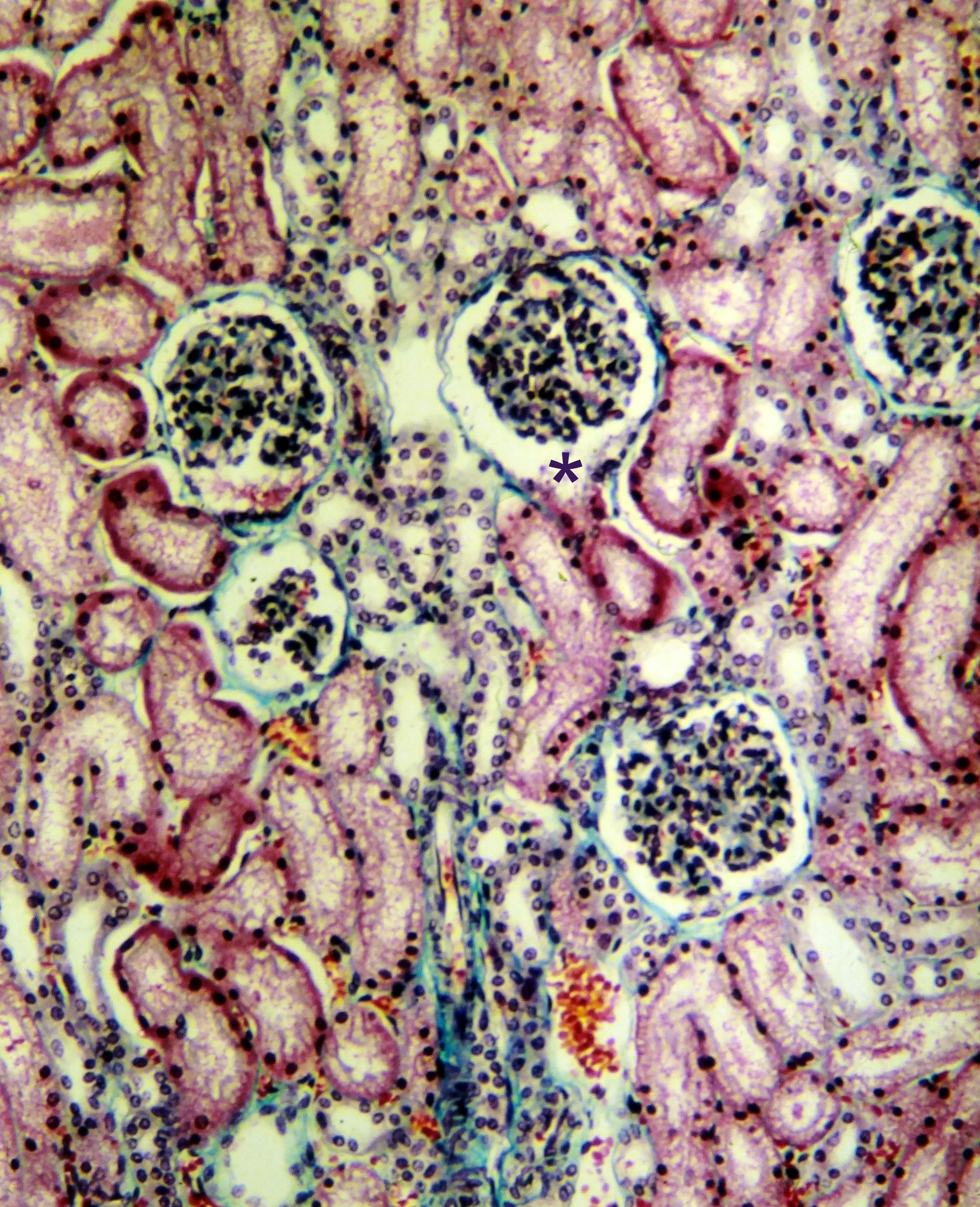
Secció transversal microscòpica l'escorça renal. * marca el pol urinari d'un corpuscle renal